# 微笑戰隊
「微笑戰隊」（日语：スマイル戦士 音レンジャー）是SMAP以「音松君」名義推出的單曲。

## 簡介
- SMAP以「音松君」名義推出的唱片只有此單曲，日後再沒以此名義發表任何作品。
- 是1992年4月18日至1995年9月30日期間於富士電視台播放的綜藝節目「夢中MORIMORI」中，其中一個小劇集「音松君」的介紹歌曲。
- Victor Entertainment其後發表截至1992年12月其銷量為20萬張。

## 收錄歌曲
1. 微笑戰隊
  - 作詞:MORI MORI / 作曲:樫原伸賢 / 編曲:岩田雅之
2. 需要你的顏色（日语：君の色が必要さ）
  - 作詞:MORI MORI / 作曲:谷本新 / 編曲:CHOKKAKU
3. 微笑戰隊 (Original Karaoke)
4. 需要你的顏色 (Original Karaoke)

## 相關連結
- 微笑戰隊 （页面存档备份，存于） （Victor Entertainment）（日語）